# 푸네 FC
푸네 FC(Pune F.C.)는 인도에 있는 푸네를 연고로 하는 축구 클럽이다. 이 팀은 2007년에 창단되었으며, 현재 I리그에 출전하고 있다.